# John Harvey

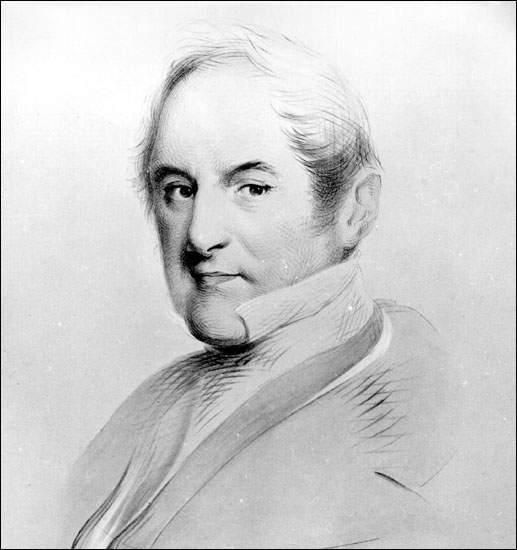
Sir John Harvey

Sir John Harvey KCB, KCH (* 23. April 1778 in England; † 22. März 1852 in Halifax, Britisch-Nordamerika) war ein britischer Offizier und Kolonialadministrator in den nordamerikanischen Kolonien, aus denen später Kanada hervorging.

## Frühe Jahre
Im Gegensatz zu den meisten höheren Offizieren der British Army seiner Zeit stammte John Harvey aus einfachen Verhältnissen. Sein Vater war ein anglikanischer Pfarrer, der William Pitt den Jüngeren überredete, seinem Sohn ein Offizierspatent für die Armee zu verleihen. Auf diese Weise wurde Harvey 1794 Ensign im 80th Regiment of Foot der British Army. Dieses Regiment wurde von Lord Paget, dem späteren Marquess of Anglesey, aufgestellt, der den jungen Offizier förderte und von dessen weitgespannten Verbindungen Harvey auch später profitierte. Da Harvey kein privates Vermögen hatte, konnte er seine Karriere nicht durch den Kauf von Offizierspatenten höherer Ränge beschleunigen. Sein Aufstieg verlief deshalb langsamer und musste hart erarbeitet werden.
Von 1794 bis 1796 kam Harvey in den Niederlanden und bei amphibischen Operationen an der französischen Küste zum Einsatz, wurde 1795 zum Lieutenant befördert und diente 1796 in der Kapkolonie, 1797 bis 1800 auf Sri Lanka und 1801 in Ägypten. Seit 1803 Captain, war er ab diesem Jahr bis 1807 in Indien stationiert und kämpfte dort im Zweiten Marathenkrieg, wo er mit besonderer Tapferkeit die Aufmerksamkeit seines Kommandeurs Lord Lake erregte. Lake nahm ihn in seinen Stab auf, wodurch Harvey die Bekanntschaft seiner Tochter Hon. Elizabeth Lake machte, die er 1806 heiratete. Dass Lake seiner Tochter die Ehe mit einem Offizier einfacher Herkunft ohne Vermögen gestattete, zeigt deutlich, dass er eine hohe Meinung von Harvey hatte. Trotz der unterschiedlichen Herkunft der beiden Partner erwies sich die Ehe, aus der fünf Söhne und eine Tochter stammten, als außerordentlich glücklich und harmonisch.

## Krieg von 1812
Anfang 1808 wurde Harvey Major und stellvertretender Generalquartiermeister und kam dann nach Irland zu einem Bataillon der Besatzungstruppen unter dem Earl of Dalhousie. Im Juni 1812 erfolgte die Beförderung zum Lieutenant-Colonel und die Versetzung als Stellvertretender Generaladjutant in den Stab von Brigadier-General John Vincent in Oberkanada. Dieses hatte sich mittlerweile zum Hauptschauplatz des Krieges von 1812 mit den USA entwickelt. Im Mai 1813 überschritt eine amerikanische Armee von 6.000 Mann unter Major-General Henry Dearborn den Niagara River und zwang die Briten zur Räumung von Fort George. Vincent, der über lediglich 1.600 Soldaten verfügte, zog sich bis zu den Höhen von Burlington zurück. Die Briten wurden von 3.500 Amerikanern verfolgt, die am 5. Juni ihr Lager bei Stoney Creek aufschlugen. Als Vincents Stabschef erkundete Harvey das amerikanische Lager, schlug einen nächtlichen Überraschungsangriff vor, um die Amerikaner vor dem Eintreffen weiterer Verstärkungen zum Rückzug zu zwingen, und führte 700 Mann gegen die Invasoren. Der riskante Angriff auf die weit überlegenen Amerikaner führte in der Schlacht bei Stoney Creek zu einem entscheidenden Erfolg. Da es den Briten gelang, den kommandierenden General der Amerikaner und seinen Stellvertreter gefangen zu nehmen, zogen sich die US-Truppen auf ihre Ausgangsstellungen zurück. Zusammen mit dem Sieg bei Beaver Dams kurz darauf war dieser Erfolg ausschlaggebend dafür, dass die mit erdrückender Übermacht unternommene amerikanische Invasion zu einem peinlichen Fiasko für die Angreifer wurde.
Harvey zeichnete sich erneut im November 1813 in der Schlacht bei Chrysler’s Farm aus, nach der er eine Medaille erhielt, sowie 1814 in der Schlacht bei Lundy’s Lane und bei den Kämpfen um Fort Erie, wo er am 6. August 1814 verwundet wurde. Neben Kampfeinsätzen erfüllte Harvey auch umfangreiche administrativen Aufgaben, etwa den Austausch von Kriegsgefangenen. Zu seinem amerikanischen Gegenpart Winfield Scott entwickelte sich eine dauerhafte Freundschaft. Darüber hinaus diente er als Verbindungsoffizier zu den indianischen Verbündeten und war an der Organisation der lokalen Miliztruppen beteiligt. Das Ende des Kriegs beendete jedoch die Möglichkeiten für einen weiteren raschen Aufstieg. Da Beförderungen in der britischen Friedensarmee nach Seniorität erfolgten und Wellington, die dominierende Figur, vor allem Offiziere protegierte, die unter ihm in Spanien oder bei Waterloo gekämpft hatten, verlief seine weitere militärische Karriere sehr langsam. Er wurde erst im Mai 1825 zum Colonel befördert, im Januar 1837 zum Major-General, 1846 zum Lieutenant-General und erhielt nur 1840 noch einmal kurzfristig ein Kommando. Daran änderte auch die Erhebung zum Knight Commander des Guelphen-Ordens 1824 nichts.

## In Irland
Nach der Entlassung aus dem aktiven Dienst im Jahr 1817 blieb Harvey zunächst in Nordamerika, kehrte aber 1824 nach England zurück. Hier bestellte ihn das Colonial Office (Kolonialministerium) zu einem von zwei Regierungsvertretern in einer Kommission, die festlegen sollte, zu welchem Preis kanadisches Kronland an die neu gegründete Canada Company verkauft werden sollte. Die von der Kommission vorgeschlagenen Preise lösten heftige Kritik aus, die auch Harvey traf, der sich gegen sie ausgesprochen hatte. Nach einiger Zeit ohne Beschäftigung wurde er 1828 mit Hilfe Angleseys zum Generalinspektor der Polizei in der irischen Provinz Leinster bestellt, wo es Unruhen wegen des Einzugs von Zehnten für die anglikanische Church of Ireland gab, den sog. Zehnt-Krieg. Harvey konnte zwar blutige Ausschreitungen nicht vermeiden, erwarb sich mit seinen Bemühungen um Beruhigung und Versöhnung die Achtung sowohl der britischen Regierung als auch der irischen Katholiken. 1832 schlug er bei einer Anhörung eines Komitees des Unterhauses für die Zehntfrage eine Lösung vor, die sechs Jahre später umgesetzt wurde.

## Vizegouverneur in New Brunswick
Gleichzeitig hatte sich Harvey um eine Verwendung in den Kolonien bemüht und erhielt 1836 das Amt eines Vizegouverneurs der heute zu Kanada gehörenden Provinz Prince Edward Island. Bereits ein Jahr später erfolgte die Ernennung zum Vizegouverneur von New Brunswick. Die dortige Situation war von inneren Spannungen innerhalb der führenden Schicht des Bürgertums geprägt. Einer von Harveys Vorgänger Sir Archibald Campbell protegierten Gruppe stand einer anderen Gruppe gegenüber, die Reformen und eine stärkere Partizipation der „assembly“ (Provinzialparlament) in der Verwaltung einforderte. In der Folge führte Harvey eine Reihe liberal geprägter Reformen durch, berief führende Vertreter des Bürgertums der Kolonie in seinen Regierungsrat, beteiligte die „assembly“ an der Verwaltung und überließ ihr insbesondere die Kontrolle über die Verwendung der Einkünfte der Provinzialverwaltung. Ein Faktor für Harveys Erfolg als Gouverneur war, dass er zu vielen tonangebenden Persönlichkeiten der Provinz gute persönliche Beziehungen aufbauen konnte. Weil ihm der Standesdünkel vieler seiner meist aus dem Adel oder den höheren Militärrängen stammenden Kollegen fehlte, hatte er keine Probleme damit, Kaufleute als ebenbürtige Partner zu behandeln.

## Aroostook-Krieg
Eine wesentliche Rolle in Harveys Amtszeit spielte ein Konflikt mit dem benachbarten US-Bundesstaat Maine um von beiden Seiten beanspruchtes Territorium am Aroostook River, der sogenannte Aroostook-Krieg, der sich 1837 an der Verhaftung eines amerikanischen Steuereinnehmers auf von Großbritannien beanspruchtem Territorium entzündete. Obwohl er anfangs kaum über Truppen verfügte, konnte er mit Verhandlungen und – nach dem Eintreffen von Truppen – einer geschickten Kombination von deeskalierenden Maßnahmen und Demonstrationen militärischer Stärke eine Vereinbarung zur Lösung des Konflikts erreichen, die im März 1839 von US-General Winfield Scott vermittelt wurde. Da sich aus diesem Streit durchaus ein erneuter Krieg zwischen Großbritannien und den USA hätte entwickeln können, fand Harveys diplomatische Leistung auch in London große Anerkennung. Ein Nebeneffekt dieses Erfolgs war die Erhebung zum Knight Commander des Bathordens und 1840 die Beförderung zum Oberkommandierenden der britischen Truppen in den Seeprovinzen.
Der Konflikt flammte jedoch wieder auf, da die Regierung von Maine trotz des Abkommens von 1839 weiterhin versuchte, ihr Territorium auf Kosten von New Brunswick auszuweiten. Harvey forderte in Großbritannien Truppen an, die im umstrittenen Grenzgebiet postiert werden sollten. Da er die Regierung von Maine nicht unnötig provozieren wollte, überlegte er es sich anders und bat um den Widerruf des Marschbefehls. Da die Soldaten aber bereits auf dem Weg waren, informierte er den Gouverneur von Maine, dass sie bald wieder abgezogen würden. Diese Indiskretion, die auch in London bekannt wurde, erwies sich als katastrophaler Fehler eines ansonsten geschickten Diplomaten, da die britische Regierung daraufhin Anfang 1841 beschloss, ihn aus seinem Amt zu entfernen. Während diese Maine durch eine Demonstration der Stärke in die Schranken weisen und eine Verhandlungslösung erzwingen wollte, hatte Harvey seinen Appeasement-Kurs fortgesetzt. Diese Fehleinschätzung kostete ihn sein Amt und die Fortsetzung einer Karriere, die ihn nach der Meinung von Zeitgenossen ansonsten in das Amt des Generalgouverneurs von Kanada geführt hätte.

## Gouverneur in Neufundland
Die Entlassung war für Harvey eine persönliche Katastrophe, denn ohne sein Einkommen drohte ihm der wirtschaftliche Ruin. Glücklicherweise gelang es seinem Protektor Anglesey im April 1841, seine Ernennung zum Gouverneur der Kolonie Neufundland zu erreichen. Als Harvey sein Amt im September 1841 antrat, fand er massive Konflikte vor, die bei den vorangegangenen Wahlen teilweise zu gewalttätigen Auseinandersetzungen geführt hatten. Ein wesentlicher Faktor waren Differenzen zwischen den verschiedenen Konfessionen. Da auch das Provinzparlament durch diese Konflikte weitgehend gelähmt wurde, hatte die Regierung in London die bisherige Verfassung außer Kraft gesetzt. Eine Hauptaufgabe Harveys war es, den Frieden wiederherzustellen. Hierbei profitierte er davon, dass der Schock über die vorausgegangene Eskalation die Bereitschaft, Zugeständnisse zu machen, deutlich gesteigert hatte.
Harvey selbst war ein Anhänger der Anglikanischen Kirche, schloss eine enge Freundschaft mit deren Bischof Aubrey George Spencer und unterstützte den Bau der Kathedrale von St. John’s aktiv. Trotzdem förderte er die Gleichberechtigung der anderen religiösen Gruppen. Während seine Bemühungen für die protestantischen Freikirchen und sonstigen Gruppen nur teilweise Erfolg hatten, gelang dies mit den meist aus Irland stammenden Katholiken besser. Gegen den Widerstand der Protestanten setzte Harvey die Berufung von Katholiken in hohe Ämter der Verwaltung durch und besetzte seinen Verwaltungsrat („Executive Council“) paritätisch. Mit einer strikt unparteiischen Amtsführung gelang es ihm auch, den katholischen Klerus zu einer weitgehenden politischen Zurückhaltung zu bewegen und eine Beruhigung zu erreichen. Die Grenzen seines Einflusses wurden jedoch 1846 deutlich, als die gesetzgebenden Versammlung eine Verlängerung der 1842 eingeführten Verfassung ablehnte und gegen die Wünsche Harveys eine Serie von Resolutionen für eine parlamentarisch kontrollierte Regierung der Provinz verabschiedete („responsible government“).
Seine unbestreitbaren Erfolge und der ihm entgegengebrachte große Respekt wurde jedoch von privaten Problemen überschattet. Zum einen hatte er immer wieder finanzielle Probleme, da sein Jahresgehalt von 3.000 Pfund nicht für die mit seinem Amt verbundenen gesellschaftlichen und karitativen Verpflichtungen ausreichte. Zum anderen litt er unter dem Tod seines jüngsten Sohnes (1846) und der Abwesenheit seiner anderen Kinder. Deshalb bewarb er sich 1846 um die Stelle eines Vizegouverneurs von Nova Scotia (seine Tochter lebte nach ihrer Eheschließung in Halifax) und verließ Neufundland so schnell wie möglich, nachdem er eine Zusage erhalten hatte.

## Vizegouverneur in Nova Scotia
Auf Nova Scotia fand Harvey erhebliche Spannungen zwischen Tories (Konservativen) und Whigs (Liberalen) vor. Harvey gelang es zwar, diese zu reduzieren, aber die von ihm angestrebte Koalitionsregierung aus beiden Gruppen kam nicht zustande. Nachdem die Whigs in der Wahl zum Provinzialparlament am 5. August 1847 einen eindeutigen Sieg davongetragen hatten, musste Harvey nach vergeblichen Vermittlungsversuchen die Bildung einer von dieser Partei getragenen Regierung tolerieren. Da im Zuge der Umstrukturierung des „Executive Council“ zu einer parlamentarisch kontrollierten Regierung eine Reihe von Entlassungen notwendig waren, kam es zu bitteren Konflikten um Pensionen und Entschädigungen – nicht zuletzt, weil die neue Provinzregierung Harveys Bitten um eine großzügige Verfahrensweise nur teilweise berücksichtigte.
Die Konservativen rächten sich, indem sie einen Antrag auf Reduzierung des Gehalts des Gouverneurs einbrachten. Dieser Vorstoß veranlasste die Provinzialregierung, eine dauerhafte, gesetzliche Regelung der Gehälter der Beamten vorzunehmen. Harvey geriet hierdurch in persönliche Schwierigkeiten, da sein Wunsch nach einem höheren Gehalt von Kolonialminister Lord Grey abgelehnt wurde. Harvey fühlte sich schlecht behandelt, öffentlich bloßgestellt und musste weiterhin mit einem für seine Verpflichtungen unzureichenden Gehalt leben. Zu weiteren heftigen Auseinandersetzungen mit den Tories kam es 1849, als im Zuge einer Reform der Friedensgerichte zahlreiche konservative Richter gegen Liberale ausgetauscht wurden. Daneben förderte Harvey in seiner Dienstzeit den Eisenbahnbau sowie die Einrichtung von Telegrafenlinien und setzte sich für Freihandel und den Zusammenschluss der britischen Kolonien in Nordamerika ein.

## Letzte Jahre
Der Tod seiner Frau am 10. April 1851 war für Harvey ein schwerer Schlag, auf den eine rapide Verschlechterung seiner Gesundheit folgte. Teilweise gelähmt, übte er sein Amt weiter aus, bis er am 22. März 1852 starb und auf dem Militärfriedhof in Halifax an der Seite seiner Frau begraben wurde.

## Nachwirkung
Obwohl Harvey eine wichtige Rolle in der Geschichte Kanadas gespielt hat, sich hohes Ansehen erwarb und als Gouverneur wichtige Weichenstellungen hin zu parlamentarisch verantwortlicher Regierung in den von ihm verwalteten Provinzen einleitete, ist er in der Geschichtsforschung lange Zeit ignoriert worden. Diese habe sich lange Zeit, so die „Biography of Canada“, auf „schlechte“ Gouverneure konzentriert. Harvey wird hier als „Friedensstifter“ gelobt, der als solcher der ideale Mann war, um vier Kolonien in einer schwierigen Zeit zu verwalten.
Die kanadische Regierung, vertreten durch den für das Historic Sites and Monuments Board of Canada zuständigen Minister, ehrte Harvey am 18. Mai 1974 für sein Wirken und erklärte ihn zu einer „Person von nationaler historischer Bedeutung“.